# Synagoga w Rychwale
Synagoga w Rychwale – synagoga została wybudowana w XIX wieku. Była otoczona murem z tłuczonym szkłem. W czasie okupacji została zdewastowana przez hitlerowców. Po 1945 w budynku mieściła się mleczarnia. Nie zachował się wystrój wnętrza synagogi ani zewnętrzne detale architektoniczne.